# Saison 2 de Castle
Chronologie
Saison 1 Saison 3
Cet article présente les vingt-quatre épisodes de la deuxième saison de la série télévisée américaine Castle.

## Synopsis
La saison 1 s'achevait sur l'aveu par Castle qu'il possède des éléments nouveaux concernant le meurtre de la mère de Beckett, dont la réaction ne nous était pas montrée. La saison 2 commence (après un délai non précisé — mais qui peut parfaitement correspondre à la suspension estivale de diffusion de 4 mois) avec une interview  — imposée par le maire de New York — de Castle et Beckett, laquelle déclare explicitement qu'elle est « toujours fâchée » contre l'écrivain, à cause de l'initiative de celui-ci.

Cette deuxième saison confrontera les deux protagonistes à bien des problèmes : de redoutables trafiquants de drogues (2-01) ; un faux explorateur au Pôle Nord (2-04) ; des vampires (2-06) ; un réseau de prostitution (2-09) ; un étrange squatteur (2-14) ; des sadomasochistes (2-16) ; un tueur en série défiant personnellement Nikki Hard alias Beckett (2-17 & 2-18) ; une malédiction maya (2-19) ; un cuisinier congelé (2-22) ; et d'autres mystères encore…

Par ailleurs, Castle retrouve fortuitement Kyra Blaine, son premier grand amour, ce qui provoque la jalousie mal dissimulée de Beckett (2-12). Celle-ci, de son côté, entame une romance avec un collègue, Tom Demming (2-21 à 2-24), mais cela n'est pas sans conséquence pour l'harmonie de sa relation avec Richard, comme le montrera la dernière séquence de la saison.
Enfin, l'enquête sur le meurtre inexpliqué de Johanna Beckett, la mère de Kate, s'éclaircit quelque peu à la suite d'un rebondissement que la jeune femme n'espérait plus (2-13) !

## Distribution

### Acteurs principaux
- Nathan Fillion (VF : Guillaume Orsat) : Richard « Rick » Castle
- Stana Katic (VF : Anne Massoteau) : le lieutenant Katherine « Kate » Beckett
- Jon Huertas (VF : Serge Faliu) : le lieutenant Javier Esposito
- Seamus Dever (VF : Pierre Tessier) : le lieutenant Kevin Ryan
- Tamala Jones (VF : Nadine Bellion) : Dr Lanie Parish, médecin légiste et meilleure amie de Kate Beckett
- Ruben Santiago-Hudson (VF : Sylvain Lemarié) : le capitaine Roy Montgomery, supérieur de Kate Beckett
- Molly Quinn (VF : Adeline Chetail) : Alexis Castle, la fille de Castle
- Susan Sullivan (VF : Évelyne Séléna) : Martha Rodgers, la mère de Castle

### Acteurs récurrents
- Arye Gross (VF : Philippe Siboulet) : Sydney Perlmutter, collègue de Lanie Parish
- Diana-Maria Riva : lieutenant Roselyn Karpowski
- Michael Trucco : lieutenant Tom Demming

### Invités
- Stephen J. Cannell : lui-même (épisode 1 et 24)
- Michael Connelly : lui-même (épisode 1 et 24)
- Robert Gant : Ron Bigby (épisode 1)
- Jim O'Heir : Hal Rossi (épisode 2)
- Torrey DeVitto : Sierra Goodwin (épisode 3)
- Julian Sands : Teddy Farrow (épisode 3)
- Candice Patton : Une femme (épisode 3)
- Ilene Graff : Gayle Finnegan (épisode 4)
- Tyler Hoechlin : Dylan Fulton (épisode 4)
- Robert Pine : Gerry Finnegan (épisode 4)
- David Ramsey : Jim Wheeler (épisode 4)
- Reed Diamond : Cameron Talbot (épisode 5)
- Elaine Hendrix : Melissa Talbot (épisode 5)
- Debi Mazar : Paula Haas (épisode 5)
- Amy Hill : Alma (épisode 6)
- Erin Sanders : Rosie Freeman (épisode 6)
- Phil LaMarr : Dr Holloway (épisode 6 et 11)
- Gregg Henry (VF : Gabriel Le Doze) : Winston Wellesley (épisode 8)
- Mark Moses : Blake Wellesley (épisode 8)
- Ron Melendez (VF : Jean-Pierre Michael) : Jeff Dilahunt (épisode 8)
- Sonya Leslie (VF : Géraldine Asselin) : Valerie Thompson (épisode 8)
- Jonathan LaPaglia : John Knox (épisode 9)
- Perrey Reeves : Helen Parker (épisode 10)
- Abigail Spencer : Sarah Reed (épisode 10)
- D.B. Woodside : Lance Carlberg (épisode 10)
- Marc Blucas : Jeremy Prestwick (épisode 11)
- Anne Dudek : Emma Carnes (épisode 11)
- Carlo Rota : Bahir Harun (épisode 11)
- Rider Strong : Rocco Jones (épisode 11)
- Alyssa Milano : Kyra Blaine (épisode 12)
- James Cosmo : Finn Rourke (épisode 13)
- Jenna Leigh Green : Molly Dearing (épisode 13)
- Robert Picardo : Clark Murray (épisode 13)
- Eddie Shin : Johnny Vong (épisode 13)
- Scott Elrod : Brad Dekker (épisode 14)
- Rick Gonzalez : Mickey Carlson (épisode 14)
- Julio Oscar Mechoso : Mario Sanchez (épisode 15)
- Ray Wise : Bobby Fox (épisode 15)
- Amy Gumenick : Danielle (épisode 16)
- Gil McKinney : Tyler Benton (épisode 16)
- Dina Meyer : Lady Irena (épisode 16)
- Dana Delany : Jordan Shaw (épisode 17 et 18)
- Leonard Roberts : Jason Avery (épisode 17 et 18)
- Isaiah Mustafa : Chef d'équipe (épisode 18)
- Erick Avari : Rupert Bentley (épisode 19)
- Bill Bellamy : Mickey Reed (épisode 20)
- Tom Bergeron : Bobby Mann (épisode 20)
- Beth Broderick : Barbara Mann (épisode 20)
- Kelly Carlson : Ellie Monroe (épisode 20)
- Nicholle Tom : Cindy Mann (épisode 20)
- Michael Ironside : Victor Racine (épisode 21)
- Julie Gonzalo : Madison Queller (épisode 22)
- Max Greenfield : David Nicholaides (épisode 22)
- Ella Thomas : Natasha Piper (épisode 23)

## Généralités
La diffusion francophone a suivi celle de la première saison, en Belgique sur RTL-TVI, en Suisse sur TSR1 et en France sur France 2.
En septembre 2014, la diffusion francophone a suivi celle de la première saison, au Québec sur Radio-Canada. Il s'agit d'une diffusion sur une chaîne généraliste et non sur un canal spécialisé comme pour sa première diffusion.

## Liste des épisodes

### Épisode 1:La Mort à crédit
- États-Unis /  Canada : 21 septembre 2009 sur ABC / /A\[3]
- Belgique : 4 juin 2010 sur RTL-TVI
- Suisse : 21 juillet 2010 sur TSR1
- France : 26 juillet 2010 sur France 2
- Québec : 11 mars 2011 sur Séries+[4]

- États-Unis : 9,26 millions de téléspectateurs[5] (première diffusion)
- France : 4,2 millions de téléspectateurs (première diffusion), en 2e partie de soirée

- Dmitri Boudrine (Ilya)
- David Bowe (Max Haverstock)
- Stephen J. Cannell (lui-même)
- Michael Connelly (lui-même)
- Jonathan T. Floyd (Luther)
- Robert Gant (Ron Bigby)
- Elizabeth Ho (Amy Saunders)
- Laurel Holloman (Sandy Allen)
- Stefan Ionesco (Serge)
- David Meunier (Sasha)
- Luis Moncada (Jesus)
- Michael Petrone (Ivan)
- Peter Randolph (photographe)
- Adam Smith (Tom Moroni)
- Bill Tangradi (Hank)

Beckett n'a toujours pas digéré l'initiative de Castle d'avoir rouvert le dossier de l'assassinat de sa mère ; mais elle est contrainte par sa hiérarchie d'accepter à nouveau la présence de l'écrivain à ses côtés, pour des motifs de relations publiques. Elle exige néanmoins de Richard qu'il s'engage à quitter définitivement son emploi de consultant auprès d'elle, une fois que la nouvelle affaire sera résolue. L'équipe enquête sur la mort d'un assureur, dont le corps est retrouvé perché dans un arbre en plein Manhattan. Pendant le trajet vers la morgue, Lanie Parish reproche à Castle son comportement passé envers Beckett, quand soudain des hommes cagoulés assaillent l'ambulance et volent le cadavre. Lorsque celui-ci est retrouvé, il est dépouillé de ses organes internes. Beckett soupçonne donc la victime d'avoir été une mule, et Castle se propose d'infiltrer le milieu particulièrement dangereux des mafieux russes, sous la surveillance anxieuse de ses amis policiers...
- Le rock que l'on entend pendant l'assaut contre les trafiquants de drogue est Highschool Hoodlums, du groupe néo-zélandais The Datsuns (album Head Stunts).
- La chanson folk qui accompagne les excuses de Castle à Beckett à la conclusion de l'épisode est My Fault - Your Mistake, de la chanteuse américaine Lex Land (en).

### Épisode 2:Quitte ou double
- États-Unis : 28 septembre 2009 sur ABC
- Belgique : 11 juin 2010 sur RTL-TVI
- Suisse : 21 juillet 2010 sur TSR1
- France : 9 août 2010 sur France 2
- Québec : 18 mars 2011 sur Séries+

- États-Unis : 9,15 millions de téléspectateurs[6] (première diffusion)
- France : 3,4 millions de téléspectateurs (première diffusion)

- Brian Allen (type au regard messianique)
- Brennan Elliott (Jason Cosway)
- Arye Gross (Sidney Perlmutter)
- Diana Maria Riva (Détective Roselyn Karpowski)
- Marco Martinez (Eric Marx)
- Jim O'Heir (Hal Rossi)
- Amy Stewart (Brandy Rossi)
- Dinora Walcott (Détective Mindy Stegner)
- Linara Washington (Christina Marx)
- Gareth Williams (Wesley Grovner)
- Matt Winston (Evan Hinkle)

### Épisode 3:L'Enfer de la mode
- États-Unis : 5 octobre 2009 sur ABC
- Belgique : 18 juin 2010 sur RTL-TVI
- Suisse : 28 juillet 2010 sur TSR1
- France : 26 juillet 2010 sur France 2
- Québec : 25 mars 2011 sur Séries+

- États-Unis : 9,23 millions de téléspectateurs[7] (première diffusion)
- France : 4,1 millions de téléspectateurs (première diffusion), en 2e partie de soirée

- Matt Barr (Travis McBoyd)
- Shanna Collins (Katrina "Rina")
- Torrey DeVitto (Sierra Goodwin)
- Paul Diaz (Young Man)
- Jon Fleming (Will James)
- Jason E. Kelley (l'organisateur d'événements)
- Candice Patton (jeune femme)
- Jeffrey Pierce (Wyatt Monroe)
- Julian Sands (Teddy Farrow)

Une jeune femme est retrouvée morte dans une fontaine publique, sans chaussures. En découvrant sa profession de mannequin, Castle et Beckett plongent dans l'enfer de la mode : les pressions, la compétition, le chantage, la traque par les admirateurs... Rapidement, l'enquête s'oriente vers un homme qui harcelait la jeune femme ; mais lorsque l'équipe comprend que la victime, originaire de la campagne de l'Ohio, était sur le point de devenir une star, la jalousie apparaît comme le mobile prioritaire...

### Épisode 4:L'Escroc au cœur tendre
- États-Unis : 12 octobre 2009 sur ABC
- Belgique : 25 juin 2010 sur RTL-TVI
- Suisse : 28 juillet 2010 sur TSR1
- France : 9 août 2010 sur France 2
- Québec : 1er avril 2011 sur Séries+

- États-Unis : 9,77 millions de téléspectateurs[8] (première diffusion)
- France : 3,6 millions de téléspectateurs (première diffusion), en 2e partie de soirée

- Will Beinbrink (Steven Fletcher / Marks / Lambert)
- Stephanie Faracy (Patty Schultz)
- Frank Gallegos (Keith Lopez)
- Ilene Graff (Gayle Finnegan)
- Chet Grissom (Agent Gray)
- Tyler Hoechlin (Dylan Fulton)
- Kahlil Joseph (Bank Manager)
- Kathleen Rose Perkins (Elise Finnegan)
- Robert Pine (Gerry Finnegan)
- David Ramsey (Jim Wheeler)
- Jennifer Riker (Sue Vaughn)

Des élèves de primaire assistent en direct au meurtre de Steven Fletcher, alors qu'ils regardaient son nouveau reportage, réalisé dans le cadre d'une expédition au pôle nord financée par l'école. L'équipe du 12th precinct examine la vidéo et comprend que Fletcher n'est jamais parti en Arctique, et qu'il réalisait ses vidéos dans son appartement, avec un simple décor bricolé. Castle et Beckett découvrent alors que le faux explorateur avait usurpé plusieurs identités, et que c'était un spécialiste des arnaques...

### Épisode 5:L'Auteur qui m'aimait
- États-Unis : 19 octobre 2009 sur ABC
- Belgique : 2 juillet 2010 sur RTL-TVI
- Suisse : 28 juillet 2010 sur TSR1
- France : 9 août 2010 sur France 2
- Québec : 8 avril 2011 sur Séries+

- États-Unis : 9,69 millions de téléspectateurs[9] (première diffusion)
- France : 3,4 millions de téléspectateurs (première diffusion), en 2e partie de soirée

- Griffin Cleveland (Zane Talbot)
- John Brantley Cole, Jr (policier en uniforme)
- Reed Diamond (Dr. Cameron Talbot)
- Jeff Doucette (Super)
- Arye Gross (Sidney Perlmutter)
- Elaine Hendrix (Melissa Talbot)
- Debi Mazar (Paula Haas)
- Ivo Nandi (Teodor Hájek)
- Timi Prulhiere (infirmière de Talbot)
- Diana Maria Riva (Détective Roselyn Karpowski)
- Francisco Viana (le directeur)

### Épisode 6:Pour l'amour du sang
- États-Unis : 26 octobre 2009 sur ABC
- Belgique : 9 juillet 2010 sur RTL-TVI
- Suisse : 4 août 2010 sur TSR1
- France : 16 août 2010 sur France 2
- Québec : 15 avril 2011 sur Séries+

- États-Unis : 9,99 millions de téléspectateurs[10] (première diffusion)
- France : 3,5 millions de téléspectateurs (première diffusion), en 2e partie de soirée

- Robert Arbogast (Morlock)
- Anita Barone (Janice Freeman)
- Emily Bicks (Paige)
- Jim Gleason (Dr. Barry Frank)
- Amy Hill (Alma)
- Phil LaMarr (Dr. Holloway)
- Erin Sanders (Rosie Freeman)
- Samantha Shelton (Vixen)
- Glenn Taranto (Douglas Lawson)
- Zoe Taylor (Elizabeth Dryden)
- Robin Thomas (Alan Freeman)

Au début de cet épisode, Nathan Fillion, disant « Je suis un cow-boy de l'espace » en parlant de son costume pour Halloween, fait référence à son personnage du Capitaine Malcolm « Mal » Reynolds dans la série Firefly. De plus, une musique significative de cette série est entendue à ce moment-là.

### Épisode 7:Dernières Paroles
- États-Unis : 2 novembre 2009 sur ABC
- Belgique : 13 juillet 2010 sur RTL-TVI
- Suisse : 4 août 2010 sur TSR1
- France : 16 août 2010 sur France 2
- Québec : 22 avril 2011 sur Séries+

- États-Unis : 9,43 millions de téléspectateurs[11] (première diffusion)

- Robert Curtis Brown (Ian Busch)
- Bernardo de Paula (Franco Marquez)
- Erin Foster (Sky Blue)
- Arye Gross (Sidney Perlmutter)
- Brianna Haynes (Hayley Blue)
- Jesse John Head (Zack Metzger)
- Anne Ramsay (Bree Busch)
- Clayton Rohner (John McGinnis)
- Rashawn Underdue (Tony)

### Épisode 8:Tuez le Messager
- États-Unis : 9 novembre 2009 sur ABC
- Belgique : 13 juillet 2010 sur RTL-TVI
- Suisse : 4 août 2010 sur TSR1
- France : 16 août 2010 sur France 2
- Québec : 29 avril 2011 sur Séries+

- États-Unis : 9,82 millions de téléspectateurs[12] (première diffusion)

- Jill Andre (Lenanne Wellesley)
- Elena Caruso (Paisley Shimansky)
- Rod Damer (Barman)
- Josh Daugherty (Trent Wellesley)
- Arye Gross (Sidney Perlmutter)
- Jeff Harlan (Frank Davis)
- Gregg Henry (Winston Wellesley)
- Taneka Johnson (Edwina)
- Judy Kain (Sara)
- Sonya Leslie (Valerie Thompson)
- Ron Melendez (Jeff Dilahunt)
- Mark Moses (Blake Wellesley)
- Brady Romberg (Caleb Shimansky)
- Ian Salmon (Chauffeur de taxi)
- Hattie Winston (Sally Niedermeyer)
- Josh Abraham Webber (Chasseur)

### Épisode 9:Les Dessous de la loi / Au dessus des lois
- États-Unis : 16 novembre 2009 sur ABC
- Belgique : 20 juillet 2010 sur RTL-TVI
- Suisse : 11 août 2010 sur TSR1
- France : 23 août 2010 sur France 2
- Québec : 6 mai 2011 sur Séries+

- États-Unis : 10,53 millions de téléspectateurs[13] (première diffusion)

- Jeff Castle (Jack Buckley)
- Charles Rahi Chun (Paul Cho)
- Natalie Cohen (Escort Girl)
- Christian R. Conrad (le mari)
- Shari Headley (Nicole Cameron)
- Jonathan LaPaglia (John Knox)
- Ray Laska (Dan Tonelli)
- Michaela McManus (Scarlett Price)
- Danny Nucci (Gilbert Mazzara)
- J.B. Smoove (Norman Jessup)
- Nancy Young (la femme en débat)

### Épisode 10: Double Vie / Faux semblants
- États-Unis : 23 novembre 2009 sur ABC
- Belgique : 20 juillet 2010 sur RTL-TVI
- Suisse : 11 août 2010 sur TSR1
- France : 23 août 2010 sur France 2
- Québec : 13 mai 2011 sur Séries+

- États-Unis : 10,31 millions de téléspectateurs[14] (première diffusion)

- David Appelbaum (employé)
- Ana Ayora (jeune femme)
- Link Baker (officier)
- Matt Champagne (Andy Berman)
- Anthony DiRocco (Sam Parker)
- Robert Esser (officier)
- Suzanne Gutierrez (Anna Knolls)
- Nick Jaine (garçon du cabinet médico-légal)
- Perrey Reeves (Helen Parker)
- Alex Skuby (Charlie DePetro)
- Abigail Spencer (Sarah Reed)
- D.B. Woodside (Lance Carlberg)

### Épisode 11:La5eBalle/Tombé dans l'oubli
- États-Unis : 7 décembre 2009 sur ABC
- Belgique : 27 juillet 2010 sur RTL-TVI
- Suisse : 11 août 2010 sur TSR1
- France : 23 août 2010 sur France 2
- Québec : 20 mai 2011 sur Séries+

- États-Unis : 7,80 millions de téléspectateurs[15] (première diffusion)

- Marc Blucas (Jeremy Prestwick)
- Anne Dudek (Emma Carnes)
- Courtney Geigle (le conducteur)
- Phil LaMarr (Dr Holloway)
- J.P. Pitoc (Darius Langley)
- Marisa Ramirez (Angelica Fink)
- Carlo Rota (Bahir Harun)
- Dahlia Salem (Tory Westchester)
- Rider Strong (Rocco Jones)
- Desiree Taylor (surveillante)
- Eltony Williams (officier Marino)

### Épisode 12:Une rose pour l'éternité
- États-Unis : 11 janvier 2010 sur ABC
- Belgique : 27 juillet 2010 sur RTL-TVI
- Suisse : 18 août 2010 sur TSR1
- France : 30 août 2010 sur France 2
- Québec : 27 mai 2011 sur Séries+[16]

- États-Unis : 9,47 millions de téléspectateurs[17] (première diffusion)

- Alyssa Milano (Kyra Blaine)
- Ryan Alosio (Mike Weitz)
- Graham Beckel (Ted Murphy)
- Kimberly Estrada (Lisa Bloomfield)
- Kevin Herrera (le serveur)
- Gina Hiraizumi (Laurie Hill)
- Peter Katona (Keith Murphy)
- Mimi Kuzyk (Sheila Blaine)
- Brian Patrick Mulligan (juge de paix)
- Joe Nieves (Boyd Gamble)
- Brady Smith (Greg Murphy)
- Deborah Strang (Ruby Osiris-Schwartzman)
- Alan Mueting (oncle de Kyra)
- Bonnie Morgan (Sophie Ronson)

### Épisode 13:Le Contrat
- États-Unis : 18 janvier 2010 sur ABC
- Belgique : 3 août 2010 sur RTL-TVI
- Suisse : 18 août 2010 sur TSR1
- France : 6 septembre 2010 sur France 2
- Québec : 2 septembre 2011 sur Séries+[18]

- États-Unis : 9,45 millions de téléspectateurs[19] (première diffusion)

- Mark Adair-Rios (Mario "Trucho" Mendoza)
- Bernard Addison (avocat)
- Justin Alvarez (Jack Coonan)
- John Brantley Cole, Jr (officier Clayton Lee)
- James Cosmo (Finn Rourke)
- Jay R. Ferguson (Richard "Dick" Coonan)
- Glenn Keogh (Tommy)
- Jenna Leigh Green (Molly Dearing)
- Tom Morga (grand gars)
- Danny Nucci (Gilbert Mazzara)
- Scott Paulin (Jim Beckett)
- Robert Picardo (Dr Clark Murray)
- Erin Pickett (femme au foyer)
- Eddie Shin (Johnny Vong)
- Patrick St. Esprit (Emmett Forrest)

- La chanson qui clôt l'épisode, après que Beckett ait abattu Dick Coonan, est The End du groupe de rock américain Pearl Jam.

### Épisode 14:Le Troisième Homme / Sans un coup de feu
- États-Unis : 25 janvier 2010 sur ABC
- Belgique : 3 août 2010 sur RTL-TVI
- Suisse : 18 août 2010 sur TSR1
- France : 30 août 2010 sur France 2
- Québec : 9 septembre 2011 sur Séries+

- États-Unis : 10,55 millions de téléspectateurs[20] (première diffusion)

- Shania Accius (Candace Dyson)
- David Appelbaum (employé)
- Sarah Brown (Amanda Livingston)
- Jay Caputo (Anton Francis)
- Yurie Ann Cho (l'hôtesse)
- Jon Curry (Stan Kopek)
- Scott Elrod (Brad Dekker)
- Michael Enright (Noel du Preez)
- Siena Goines (Donna Vincennes)
- Rick Gonzalez (Mickey Carlson)
- Senta Moses (Michele Langford)
- Kortney Nash (Simone Dyson)
- Jack McGee (Dale Fickas)
- Corey Mendell Parker (Reggie Dyson)
- Wesley Sellick (Douglass Bishop)
- Christie Lynn Smith (Melanie Kopek)

### Épisode 15:Le Batteur battu / Sauve qui peut
- États-Unis : 8 février 2010 sur ABC
- Belgique : 10 août 2010 sur RTL-TVI
- Suisse : 18 août 2010 sur TSR1
- France : 6 septembre 2010 sur France 2
- Québec : 16 septembre 2011 sur Séries+

- États-Unis : 9,54 millions de téléspectateurs[21] (première diffusion)

- Dayo Ade (Anton Wade)
- Don Franklin (Tommy Zane)
- Arye Gross (Sidney Perlmutter)
- Vanessa Martinez (Lara Blanco)
- Julio Oscar Mechoso (Mario Sanchez)
- Rebeka Montoya (Ana Rivera)
- Nina Rausch (réceptionniste)
- Joe Torre (lui-même)
- Chandra West (Maggie Vega)
- Ray Wise (Bobby Fox)
- José Zúñiga (Alfredo Quintana)

### Épisode 16:Journal d'une dominatrice / Domination et soumission
- États-Unis : 8 mars 2010 sur ABC
- Belgique : 10 août 2010 sur RTL-TVI
- Suisse : 29 août 2010 sur TSR1
- France : 30 août 2010 sur France 2
- Québec : 23 septembre 2011 sur Séries+

- États-Unis : 9,11 millions de téléspectateurs[22] (première diffusion)

- Keiko Agena (Kelly)
- Juliana Dever (Jenny)
- Mark Damon Espinoza (professeur Stevenson)
- Azita Ghanizada (Mistress Sapphire)
- Amy Gumenick (Danielle)
- Devon Gummersall (Matt Haley)
- Gil McKinney (Tyler Benton)
- Dina Meyer (Lady Irena)
- Vanessa Motta (Jessica Margolis)
- Angel Parker (réceptionniste)
- Paul Schackman (Barry)
- Tom Schanley (William Carraway)

### Épisode 17:Messages par balles / Autour de Nikki (1ère partie)
- États-Unis : 22 mars 2010 sur ABC
- Belgique : 17 août 2010 sur RTL-TVI
- Suisse : 5 septembre 2010 sur TSR1
- France : 13 septembre 2010 sur France 2
- Québec : 30 septembre 2011 sur Séries+

- États-Unis : 12,21 millions de téléspectateurs[23] (première diffusion)

- Dameon Clarke (Scott Dunn)
- Dana Delany (agent spécial Jordan Shaw)
- Barbara Anne Klein (Sandra Keller)
- Nicholas Patitucci (Ben Conrad)
- Leonard Roberts (agent spécial Jason Avery)
- Andrew Rothenberg (Donald Salt)

- Cet épisode et le suivant La Mort de Nikki constituent une seule intrigue.
- Il est fait mention par l'agent Jordan Shaw d'une affaire de décapiteur, affaire que Castle semble connaître puisqu'il sait qu'elle se serait déroulée à Phoenix et que le tueur échangeait les têtes tranchées de ses victimes. Il s'agit d'une allusion à la fin de la saison 3 de la série télévisée Médium.

### Épisode 18:La Mort de Nikki / Autour de Nikki (2ème partie)
- États-Unis : 29 mars 2010 sur ABC
- Belgique : 17 août 2010 sur RTL-TVI
- Suisse : 5 septembre 2010 sur TSR1
- France : 13 septembre 2010 sur France 2
- Québec : 7 octobre 2011 sur Séries+

- États-Unis : 14,50 millions de téléspectateurs[24] (première diffusion)

- Victoria Chalaya (jeune mère)
- Dameon Clarke (Scott Dunn)
- Dana Delany (agent spécial Jordan Shaw)
- Mary-Pat Green (Erin Murphy)
- Isaiah Mustafa (chef d'équipe)
- Leonard Roberts (agent spécial Jason Avery)

### Épisode 19:La malédiction de la momie / La malédiction
- États-Unis : 5 avril 2010 sur ABC
- Belgique : 31 août 2010 sur RTL-TVI
- Suisse : 12 septembre 2010 sur TSR1
- France : 20 septembre 2010 sur France 2
- Québec : 14 octobre 2011 sur Séries+

- États-Unis : 11,70 millions de téléspectateurs[25] (première diffusion)

- Erick Avari (Rupert Bentley)
- Gil Birmingham (Cacaw Te)
- Steve Cell (Charles Taylor)
- Kevin Foster (Will Medina)
- Currie Graham (Stanford Raynes)
- Linda Llamas (technicienne CSU)
- Navi Rawat (Rachel Walters)
- Al Vicente (Norton Grimes)
- Omid Zader (chauffeur de taxi)

### Épisode 20:Rire et Châtiments / Le dernier show
- États-Unis : 12 avril 2010 sur ABC
- Belgique : 31 août 2010 sur RTL-TVI
- Suisse : 12 septembre 2010 sur TSR1
- France : 20 septembre 2010 sur France 2
- Québec : 21 octobre 2011 sur Séries+

- États-Unis : 12,68 millions de téléspectateurs[26] (première diffusion)

- Amy Aquino (Janine Marks)
- Bill Bellamy (Mickey Reed)
- Brittany Belt (Kayla)
- Tom Bergeron (Bobby Mann)
- Beth Broderick (Barbara Mann)
- Kelly Carlson (Ellie Monroe)
- Dan Cortese (Howard Weisberg)
- Michael Cummings (Burt)
- French Stewart (Zach Robinson)
- Nicholle Tom (Cindy Mann)
- Sydney Walsh (Patty DeLuca)
- Fred Willard (Hank McPhee)
- Nika Williams (Angel Santana)

### Épisode 21:Le Flic fantôme / Le passé de la cinquante-quatrième
- États-Unis /  Canada : 19 avril 2010 sur ABC / /A\
- Belgique : 7 septembre 2010 sur RTL-TVI
- Suisse : 19 septembre 2010 sur TSR1
- France : 27 septembre 2010 sur France 2
- Québec : 28 octobre 2011 sur Séries+

- États-Unis : 10,39 millions de téléspectateurs[27] (première diffusion)

- Bruno Amato (Fred Cana)
- Erik Betts (Paul Finch)
- Abby Brammell (Carol Thornton)
- Scott Cohen (Lt. Stan Holliwell)
- Merrin Dungey (Monica Finch)
- Michael Ironside (Victor Racine)
- Marcus Scribner (Tim Thornton)
- Aaron D. Spears (Ike Thornton)
- Michael Trucco (Tom Demming)

### Épisode 22:La Guerre des cuisines
- États-Unis /  Canada : 3 mai 2010 sur ABC / CTV[28]
- Belgique : 7 septembre 2010 sur RTL-TVI
- Suisse : 19 septembre 2010 sur TSR1
- France : 27 septembre 2010 sur France 2
- Québec : 4 novembre 2011 sur Séries+

- États-Unis : 10,69 millions de téléspectateurs[29] (première diffusion)
- Canada : 1,45 million de téléspectateurs[30] (première diffusion)

- Ronnie Alvarez (Juan)
- Erin Cahill (Cecily Burkett)
- Rocco DiSpirito (lui-même)
- Ryan Dobson (Balthazar Wolf)
- Allison Dunbar (Sandra Meyers)
- Richard Gleason (Wesley Slade)
- Julie Gonzalo (Madison Queller)
- Max Greenfield (David Nicolaides)
- Arye Gross (Sidney Perlmutter)
- Colin Kim (Spike Rydenhower)
- Suzy Nakamura (Jennifer Wong)
- Benny Nieves (Domingo Verdugo)
- Michael Trucco (Tom Demming)

### Épisode 23:Doublement mort / Tué deux fois
- États-Unis /  Canada : 10 mai 2010 sur ABC / CTV
- Belgique : 14 septembre 2010 sur RTL-TVI
- Suisse : 26 septembre 2010 sur TSR1
- France : 4 octobre 2010 sur France 2
- Québec : 11 novembre 2011 sur Séries+

- États-Unis : 10,86 millions de téléspectateurs[31] (première diffusion)
- Canada : 1,43 million de téléspectateurs[32] (première diffusion)

- Paul Carafotes (Lukas Canby)
- Julie Claire (Lisa Jenkins)
- Stephen Full (Benny)
- Jennifer Hall (Rebecca Strong)
- Melanie Lewis (Daphne)
- Kasey Mahaffy (Lance Newman)
- William R. Moses (Blake Wilder)
- Ella Thomas (Natasha Piper)
- Michael Trucco (Tom Demming)

- Il est fait référence au cours de l'épisode aux personnages d'une autre série new-yorkaise, Sex and the City.
- Beckett qualifie Castle de « métrosexuel ».
- Beckett dit pour expliquer son départ le soir avec Demming qu'ils « partagent un taxi » ; il y a là pour le téléspectateur averti un sous-entendu grivois : l'expression est un euphémisme typiquement new-yorkais pour dire de deux personnes qu'elles couchent ensemble.[réf. nécessaire]

### Épisode 24:Espion d'un jour / Jeu dangereux
- États-Unis /  Canada : 17 mai 2010 sur ABC / CTV
- Belgique : 14 septembre 2010 sur RTL-TVI
- Suisse : 26 septembre 2010 sur TSR1
- France : 4 octobre 2010 sur France 2
- Québec : 18 novembre 2011 sur Séries+[33]

- États-Unis : 10,08 millions de téléspectateurs[31] (première diffusion)
- Canada : 1,59 million de téléspectateurs[34] (première diffusion)

- Stephen J. Cannell (lui-même)
- Dean Cates (Roger Farraday/Shawn Caldwell)
- Michael Connelly (lui-même)
- Vinson Corbo (Carter)
- Melissa De Sousa (Liz Penn)
- David Kelsey (Ken Fisher)
- Monet Mazur (Gina Griffin)
- Allison McAtee (Andrea Fisher)
- James Patterson (lui-même)
- Mitch Pileggi (Hans Brauer)
- Ian Reed Kesler (Hugo Morrison)
- David Starzyk (Lee Copley)
- Lucia Sullivan (Melinda Farraday)
- Michael Trucco (Tom Demming)
- Rick Worthy (Jason Penn)

## DVD
- Région 1 : 21 septembre 2010[35]
- Région 2 : 24 mars 2011
- Région 4 : 1er décembre 2010